# Fiberparty
La FiberParty es una LAN party de Barcelona organizada por alumnos y exalumnos de la Facultad de Informática de Barcelona. Se trata de la LAN party con más participantes de Barcelona.

## Historia
Fiberparty nació a raíz del 25 aniversario de la FIB. Inicialmente Fiberparty nació con el soporte de tres asociaciones estudiantiles, DSL, L'Oasi y Jedi, y el grupo de demoscene Fuzzion.

## Noticias
- Fiberparty 2009
- Video Promocional

- Fiberparty 2008
- Video Promocional
- Reportage BTV

- Fiberparty 2007
- Video Promocional
- Reportage 3XL.net
- Video Reportage Ajare Games

- Fiberparty 2003
- Video Promocional

- Fiberparty 2002
- Noticia en CityTV
- Noticia en CityTV(2)
- Noticia en TVE2
- Noticia en BTV
- Aparición 3XL.net

- Datos: Q5861516